# Gundersweiler
Gundersweiler ist eine Ortsgemeinde im Donnersbergkreis in Rheinland-Pfalz. Sie gehört der Verbandsgemeinde Nordpfälzer Land an.

## Geographische Lage
Gundersweiler liegt im Tal des Moschelbachs im Nordpfälzer Bergland südwestlich des Donnersbergs zwischen Kaiserslautern und Bad Kreuznach.
Zu Gundersweiler gehören auch die Wohnplätze Erlenhof und Messersbacherhof.

## Geschichte
Die älteste erhaltene Erwähnung des Ortes, als novale Guntharii, stammt von 891. Der Name leitet sich von einem der ersten Siedler, Gunthari, ab. In einer Urkunde aus dem Jahre 1290 wird erstmals Guntzwilre erwähnt. 1355 wurde Gundersweiler ein kurpfälzisches Lehnsdorf und kam 1515 zum kurpfälzischen Unteramt Rockenhausen. Auch das Kloster Otterberg war im Ort begütert.
Im 17. Jahrhundert litt die Gegend erheblich unter Raubrittern, wie dem berüchtigten Waldemar von Odenbach, so dass die Straße durch das Moschelbachtal von bewaffneten Rittern bewacht werden musste. Im Dreißigjährigen Krieg wurde Gundersweiler wie alle Dörfer der Gegend fast vollständig zerstört.
Nach der Französischen Revolution wurde der Ort in das französische Département Donnersberg eingegliedert. Infolge des Wiener Kongresses war er von 1816 bis 1945 bayerisch. Nach dem Zweiten Weltkrieg war Gundersweiler Teil der französischen Besatzungszone und wurde in das 1946 neu gebildete Land Rheinland-Pfalz eingegliedert.

## Religion
Die Bevölkerung von Gundersweiler ist überwiegend protestantisch. Für den Gottesdienst steht ihr die 1727 erbaute Saalkirche im spätbarocken Stil zur Verfügung. Das Gotteshaus wurde 2000 unter Denkmalschutz gestellt.

## Politik

### Ortsbürgermeister
Anja Schwarz wurde 2024 Ortsbürgermeisterin von Gundersweiler.
Der Vorgänger war Helmut Klein.

## Kultur und Sehenswürdigkeiten
- Sandsteinquaderbau, klassizistische und barocke Motive, bezeichnet 1911, Architekt H. Stier
- Protestantische Pfarrkirche, kleiner spätbarocker Saalbau, bezeichnet 1727
- Protestantisches Pfarrhaus; klassizistischer Walmdachbau, bezeichnet 1824, Torpfeiler bezeichnet 1826, Pfarrgarten
- Hakenhof; barockes Wohnhaus, teilweise Fachwerk, bezeichnet 1731, Viehstall, teilweise Fachwerk, Scheune und Ställe 19. Jahrhundert
- repräsentatives Eckwohnhaus, Sandsteinquaderbau, bezeichnet 1905, Architekt H. Stier, Stall mit Speichergeschoss
- Messersbacherhof: spätbarockes Doppelwohnhaus, wohl drittes Viertel des 18. Jahrhunderts
- Messersbacherhof: streuhofartige Hofanlage; Wohnhaus, teilweise Fachwerk (teilweise verputzt), wohl erste Hälfte des 18. Jahrhunderts, Wirtschaftsgebäude 19. Jahrhundert; Bruchsteinscheune, teilweise Fachwerk, bezeichnet 1778, Backhaus, Scheune bezeichnet 1835[6]

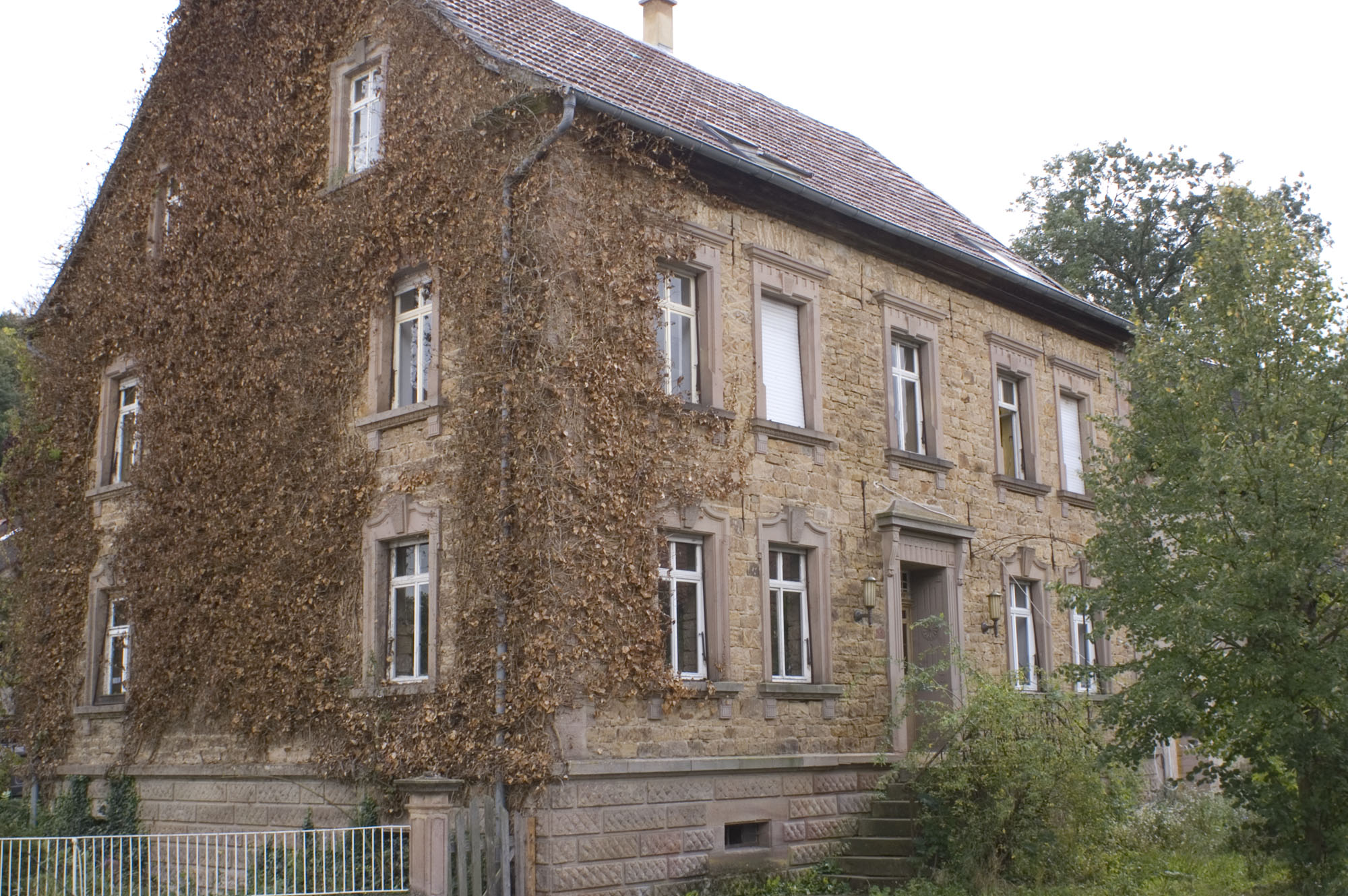
Sandsteinquaderbau
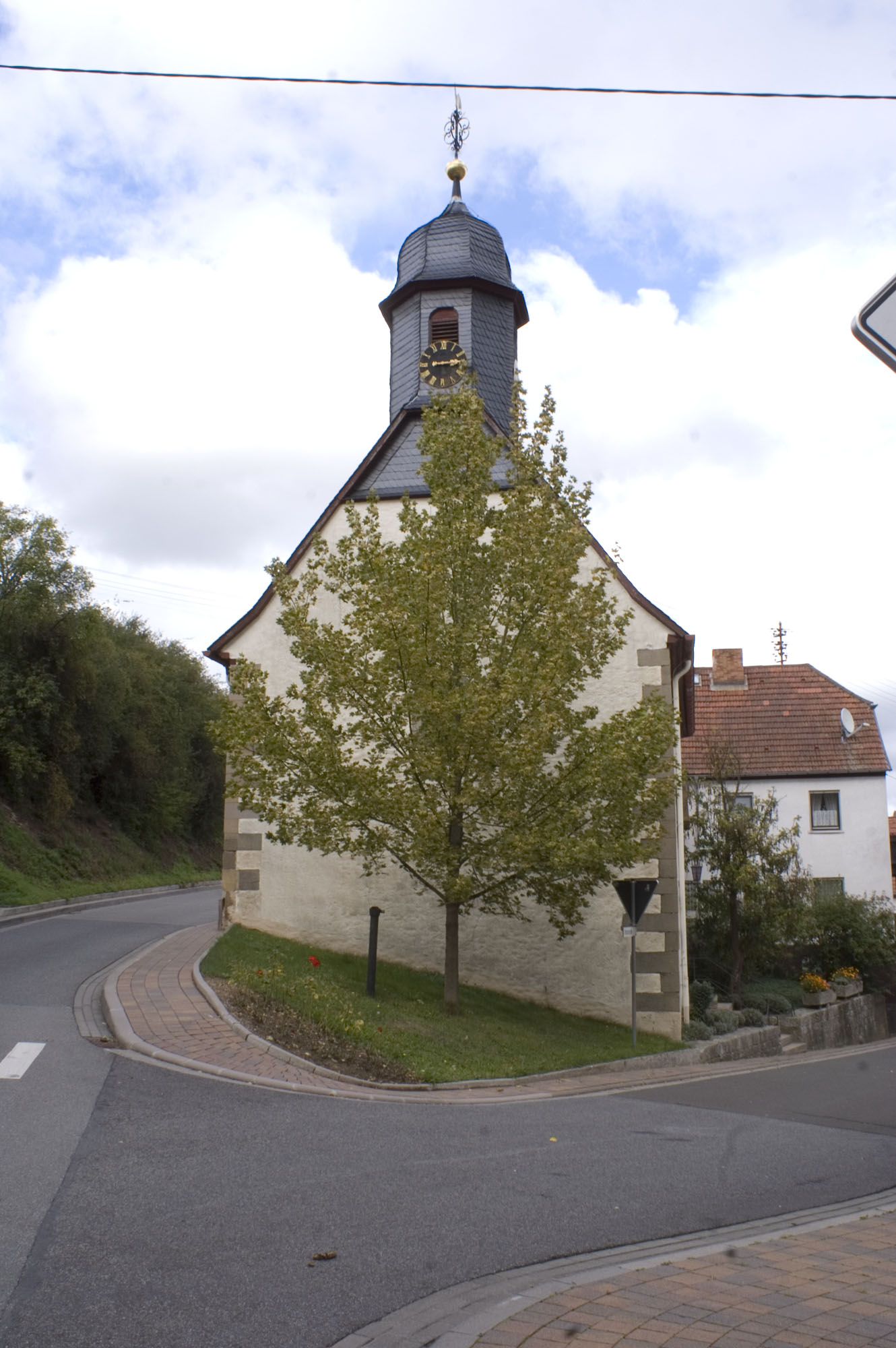
Protestantische Pfarrkirche
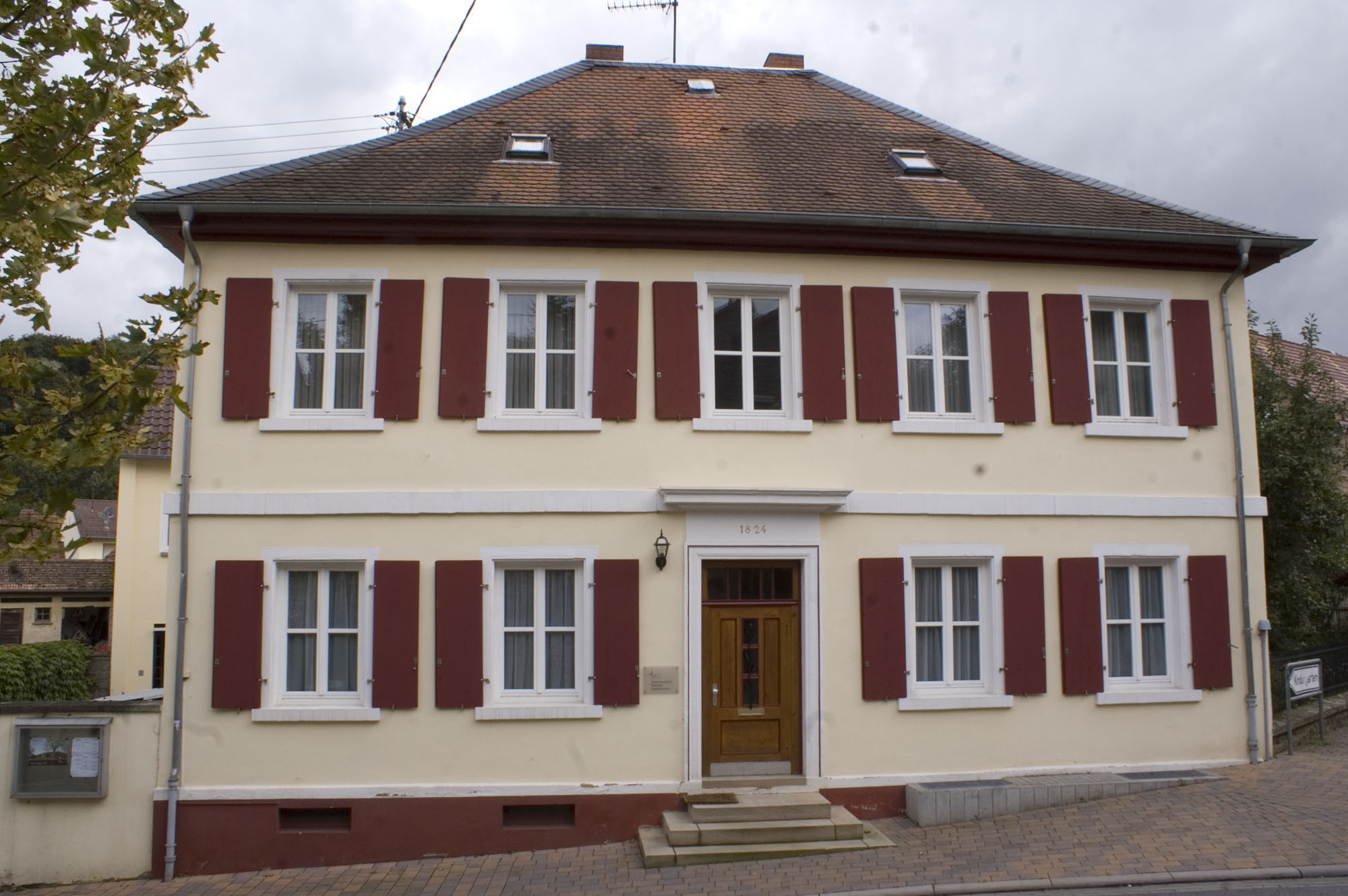
Protestantisches Pfarrhaus
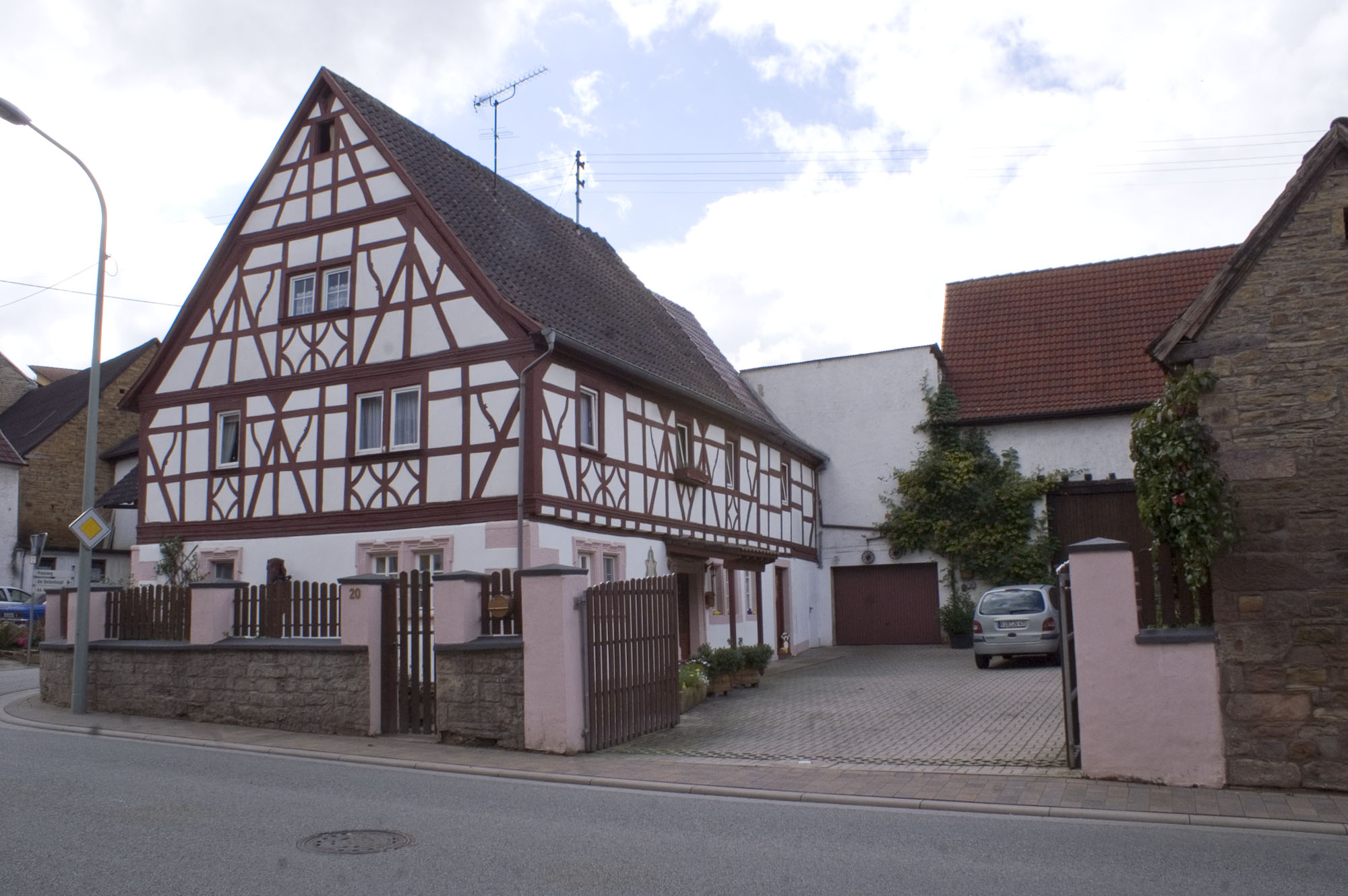
Hakenhof
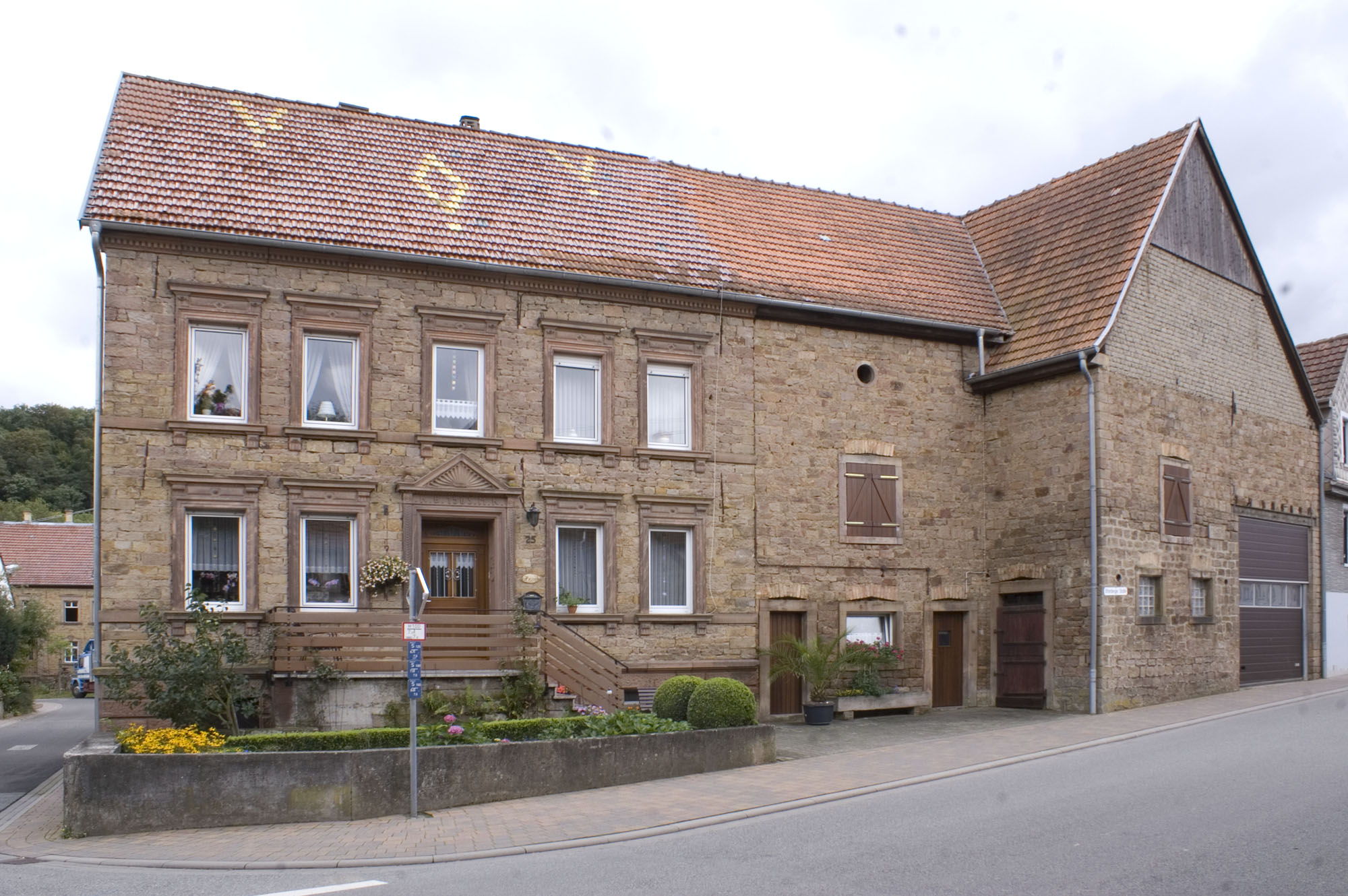
Repräsentatives Eckwohnhaus

## Wirtschaft und Infrastruktur
Gundersweiler verfügt über einen eigenen Kindergarten. Der Schulbesuch muss in den umliegenden Orten stattfinden.